# Залучье (Залучьенское сельское поселение)
Залучье — деревня в Осташковском районе Тверской области, центр Залучьенского сельского поселения.

## География
Находится на берегу Берёзовского плёса озера Селигер в 60 километрах от районного центра города Осташков, по озеру до Осташкова 28 километров.

## История
Название деревни скорее всего означает буквально «за заливом», поскольку на Селигере заливы называют луками.
Возле деревни местность сильно холмистая со множеством оврагов, по одному из таких оврагов проходил древний волок от озера Селигер на озеро Щебериха и далее к Новгороду.
С 21 сентября 1941 года по 10 января 1942 года деревня была оккупирована немецкими войсками.

### Современность
Численность постоянного населения деревни сокращается, на данный момент насчитывается около 20 домохозяйств. Летом каждого года население деревни значительно увеличивается за счёт дачников и туристов.
В деревне имеется магазин.
В деревне расположена пристань, к которой в советское время на постоянной основе курсировали теплоходы из Осташкова, в настоящее время суда практически перестали ходить.

## Население
| 1859 | 1889 | 1992 | 2002 | 2008 | 2010 |
| ---- | ---- | ---- | ---- | ---- | ---- |
| 49   | ↗93  | ↘43  | ↘41  | ↘37  | ↘26  |

## Достопримечательности
На холму у Селигерского озера находится Березовецкое городище или Березовец — один из летописных «градов» новгородских словен.